# Sanana
Sanana è una isola del gruppo delle Isole Sula che a loro volta fanno parte dell'arcipelago delle Molucche in Indonesia.

## Geografia
Sanana si trova a sud dell'isola Mangole e la sua superficie è di 558 km². La linea costiera si estende per 136,7 km e conta circa 20.000 abitanti. La massima altezza è di 695 m di altezza.